# نوک‌شاخ کاکل‌پفی
نوک‌شاخ کاکل‌پفی (نام علمی: Anorrhinus galeritus) نام یک گونه از تیره نوک‌شاخ است.